# Pistol
Pistol è una miniserie televisiva del 2022, creata da Craig Pearce per l'emittente statunitense FX, diretta da Danny Boyle sulla vita del chitarrista dei Sex Pistols Steve Jones e l'ascesa della band alla notorietà. Annunciata nel gennaio 2021, la serie ha debuttato su FX on Hulu il 31 maggio 2022.

## Trama
I sei episodi della miniserie, basati sull'autobiografia di Jones Lonely Boy: Tales from a Sex Pistol, narrano la storia di Steve Jones come membro dei Sex Pistols e l'ascesa del gruppo alla notorietà mondiale.

## Episodi
| N. | Data           | Titolo originale                   | Titolo italiano                          | Regista     |
| -- | -------------- | ---------------------------------- | ---------------------------------------- | ----------- |
| 1° | 31 maggio 2022 | Track 1: The Cloak of Invisibility | Traccia 1: Il mantello dell’invisibilità | Danny Boyle |
| 2° | 31 maggio 2022 | Track 2: Rotten                    | Traccia 2: Il marcio                     | Danny Boyle |
| 3° | 31 maggio 2022 | Track 3: Bodies                    | Traccia 3: I corpi                       | Danny Boyle |
| 4° | 31 maggio 2022 | Track 4: Pretty Vaaaycunt          | Traccia 4: Pretty Vaaaycunt              | Danny Boyle |
| 5° | 31 maggio 2022 | Track 5: Nancy & Sid               | Traccia 5: Nancy & Sid                   | Danny Boyle |
| 6° | 31 maggio 2022 | Track 6: Who Killed Bambi?         | Traccia 6: Chi ha ucciso Bambi?          | Danny Boyle |

## Produzione
La serie, scritta da Craig Pearce, fu strutturata in sei puntate su richiesta di FX nel gennaio 2021, con Danny Boyle alla regia. Toby Wallace venne scritturato per interpretare Steve Jones, con Maisie Williams nel cast di supporto. Thomas Brodie-Sangster, Talulah Riley e Iris Law (Soo Catwoman) entrarono nel cast in marzo quando cominciarono le riprese, che si svolsero tra Hemel Hempstead, Folkestone (e nei pressi del villaggio di Sandgate), Dover, Deal e Londra.
Tutti i sei episodi della miniserie debuttarono in contemporanea sul canale FX on Hulu il 31 maggio 2022 negli Stati Uniti, mentre nel Regno Unito, Irlanda, Italia, Canada, Australia, Nuova Zelanda e Singapore la miniserie fu distribuita su Disney+ (Star).
Le scene musicali e dei concerti furono girate dal vivo, senza l'ausilio di effetti di studio in post-produzione, e gli attori che interpretavano i Sex Pistols e Chrissie Hynde suonarono i propri strumenti e cantarono davvero.
Wallace (Jones), Slater (Cook) e Chandler (Hynde) ebbero il vantaggio di incontrare le proprie controparti reali. Boon non incontrò Johnny Rotten a causa della sua contrarietà al progetto, ma studiò attentamente le immagini di repertorio così da poter replicare la sua presenza scenica dell'epoca, oltre a leggere diversi libri su di lui. Particolarmente coinvolto nella serie fu Peter Cook, che si prodigò in consigli e supporto.
Il production designer Kave Quinn studiò il documentario Oscenità e furore di Julien Temple e la docu-serie della BBC The Making of Modern Britain di Andrew Marr per ricreare la Londra degli anni settanta.

## Controversie
Nel 2021, mentre la serie era ancora in produzione, l'ex frontman dei Sex Pistols, John Lydon (Johnny Rotten), criticò aspramente l'opera definendola "una fantasia borghese" e "la merda più irrispettosa che abbia mai dovuto sopportare". Gli ex compagni di band Steve Jones e Paul Cook fecero causa a Lydon per permettere l'utilizzo della musica dei Sex Pistols nella serie nonostante le sue obiezioni. I due dissero di avere il supporto di Glen Matlock, degli eredi di Sid Vicious, e citarono un accordo del 1998 circa il principio di maggioranza nelle decisioni riguardo la band. Lydon perse la battaglia legale in agosto.

## Accoglienza
Sull'aggregatore Rotten Tomatoes la miniserie riceve il 65% delle recensioni professionali positive, con un voto medio di 6.4/10. Su Metacritic ottiene un punteggio di 60 su 100 basato su 28 recensioni da parte di critici professionisti.